# Григорян, Аветик Николаевич
Аветик Николаевич Григорян (арм. Ավետիք Նիկոլայի Գրիգորյան; род. 27 января 1989, Ереван) — армянский шахматист, гроссмейстер (2008). Трижды становился чемпионом страны среди юниоров в различных возрастных категориях (2004, 2006, 2007).
В 2006 году завоевал золотую медаль в кубке Еревана по быстрым шахматам и бронзовую медаль в первенстве Европы по быстрым шахматам. Золотая медаль в кубке Еревана по быстрым шахматам (2006). Бронзовая медаль в первенстве Европы по быстрым шахматам (2006). Чемпион Армении (2010).

## Биография
Научила играть в шахматы в 4 года бабушка. Любовь к этой игре передалась от дедушки и отца. Начальное образование получил в школе № 51 г. Еревана, окончил школу № 59. Затем окончил шахматный факультет Армянского государственного института физической культуры. Первым тренером в шахматной школе был Гагик Саргсян. Аветик прошел все категории за один год, в возрасте 7,5 лет он стал шахматистом первого класса. Длительные «провалы» в турнирах вынуждают Аветика на год уйти из шахмат и заняться в боевыми искусствами. В 12 лет он вернулся в шахматы и начал тренироваться с Арсеном Егиазаряном. Спустя год Аветик занимает 2-е место в чемпионате Армении среди юношей до 14 лет, впервые участвует в юношеском чемпионате Европы.
В 2002 году начал посещать недавно открывшуюся под руководством Смбата Лпутяна Шахматную академию. В том же году завоевал титул Чемпиона Европы среди юношей до 14 лет. В 2004 году занял третье место в турнире «Аэрофлот опен» в г. Москва. В 2004, 2006—2007 годах становился чемпионом Армении в категории до 18 лет. В 2010 году участие во чемпионате Армении за один тур до конца был объявлен победителем турнира. Благодаря этому успеху он включен в сборную Армении и участвует в 39-й Олимпиаде в Ханты-Мансийске. Там он играет одну игру, в которой побеждает соперника из Коста-Рики. Команда заняла 7-е место.
На чемпионате Европы по шахматам 2011 г. набрал 5 очков.
На шахматном турнире в Павлодаре в 2012 г. в шести турах набрал пять очков.
Примерно в 2018-19 годах создал группу в Facebook, где общался с любителями шахмат. Эта инициатива вскоре стала веб-сайтом Chessmood. В период пандемии в марте 2020 года ChessMood открыл свой платный контент на семь дней в свободный доступ, чтобы побудить больше людей оставаться дома.
Аветик Григорян занимается тренерской деятельностью, увлекается кунг-фу, плаванием, экстремальными видами спорта.

## Достижения
- 2004, 2006, 2007 — Чемпион Армении до 18 лет
- 2006 — Обладатель Кубка Еревана по быстрым шахматам
- 2006 — Чемпионат Европы по быстрым шахматам, 2 место
- 2007 — Чемпион мира среди юношей до 18 лет, 4 место
- 2008 — Открытый турнир Белгорода, 2 место
- 2008 — Fajr Open, Иран, 2 место
- 2010 — Чемпион Армении
- 2010 — Победитель турнира Bansko Grand Chess Open[1]
- 2011 — Corsica Masters-2011 Chess Tournament, Бастия, Корсика, 3-5 места[11]
- 2012 — Победитель Pavlodar Open[12]
- 2015—2016 Директор Ереванской детской и юношеской шахматной школы района Арабкир.
- 2017—2018 тренер сборной Таиланда по шахматам.

С 2003 г. — член Федерации кунг-фу Армении

## Изменения рейтинга
| Графики недоступны из-за технических проблем. См. информацию на Фабрикаторе и на mediawiki.org. |